# Podpróbkowanie chrominancji

Najczęściej stosowane formaty podpróbkowania chrominancji

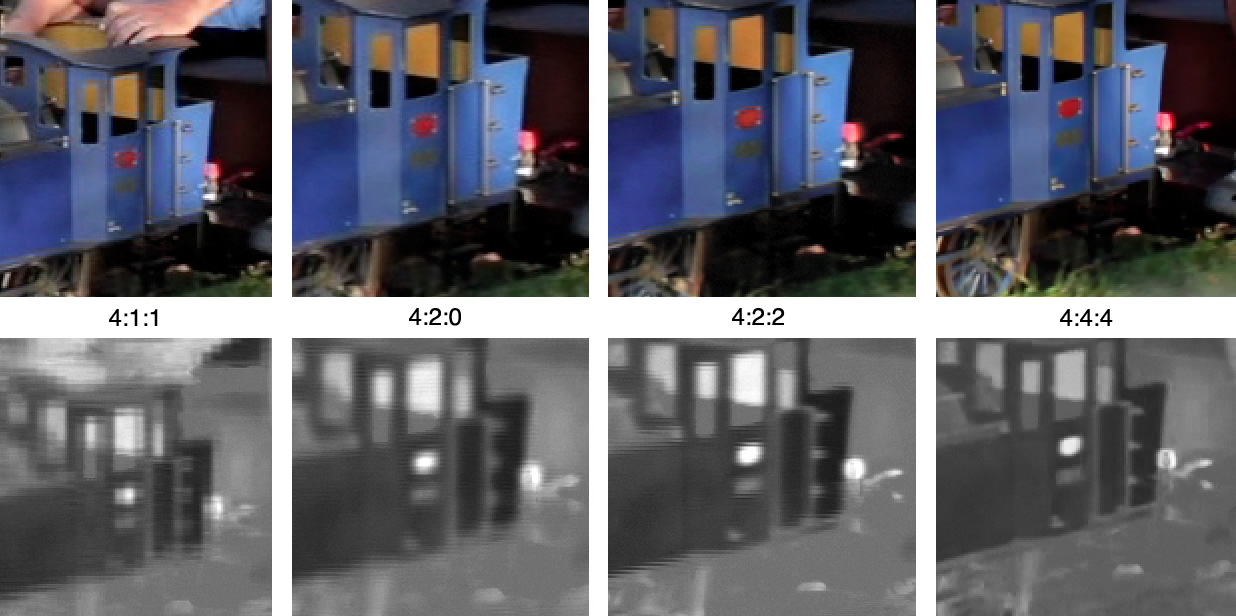
Porównanie różnych formatów odpróbkowania chrominancji zastosowanych na tym samym zdjęciu

Podpróbkowanie chrominancji – metoda kodowania obrazów polegająca na zastosowaniu mniejszej rozdzielczości dla przetwarzania informacji o chrominancji (kolorze) niż dla informacji o luminancji (jasności). Korzysta ona z niedoskonałości ludzkiego wzroku, który ma znacznie mniejszą możliwość rozpoznawania różnic w kolorze niż w jasności na tym samym obrazie. Metoda ta jest używana w wielu algorytmach kompresji danych wideo (np. MPEG) i obrazów (np. JPG), zarówno analogowych jak i cyfrowych.